# 南不二男
南 不二男（みなみ ふじお、1927年12月2日 - ）は、日本の国語学者。

## 略歴
愛知県生まれ。名古屋大学文学部国文科卒、1995年「現代日本語文法の輪郭」で大阪大学文学博士。國學院大學助教授、国立国語研究所日本語教育センター長。関西外国語大学教授、文教大学教授を務めた。

## 著書

### 単著
- 現代日本語の構造 (大修館書店) (1974年)
- 敬語 (岩波新書) (1987年)
- 現代日本語文法の輪郭 (大修館書店) (1993年)
- 現代日本語研究 (三省堂) (1997年)

### 共著
- 『朝倉日本語新講座4　文法と意味Ⅱ』 草薙裕・中野洋・吉田夏彦共著 朝倉書店 (1985年)

### 共編著
- 『敬語講座』全10巻 林四郎共編著 明治書院 (1973～1974年)

## 論文
- <南不二男